# Jezioro Starodworskie

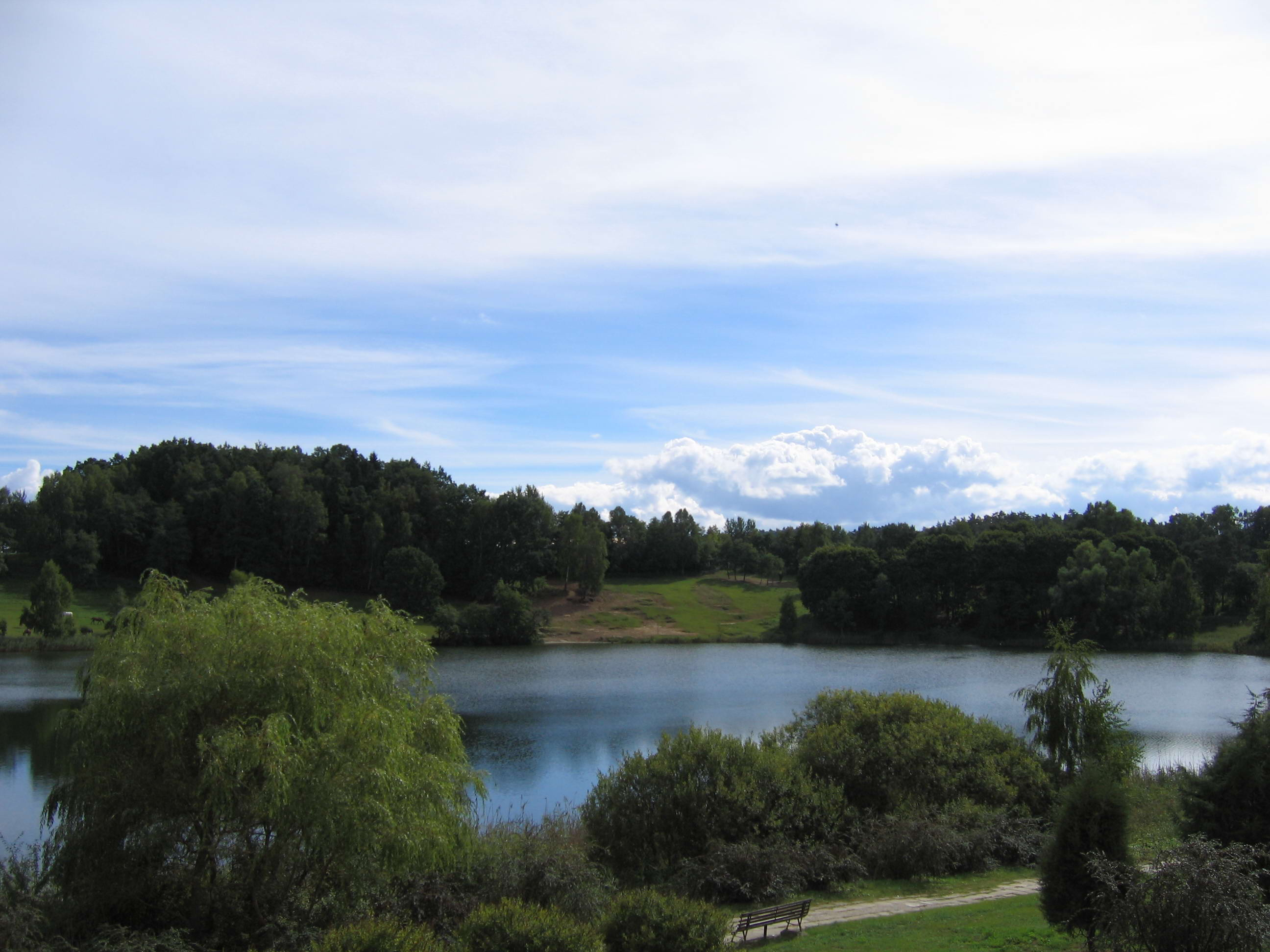
Jezioro Starodworskie

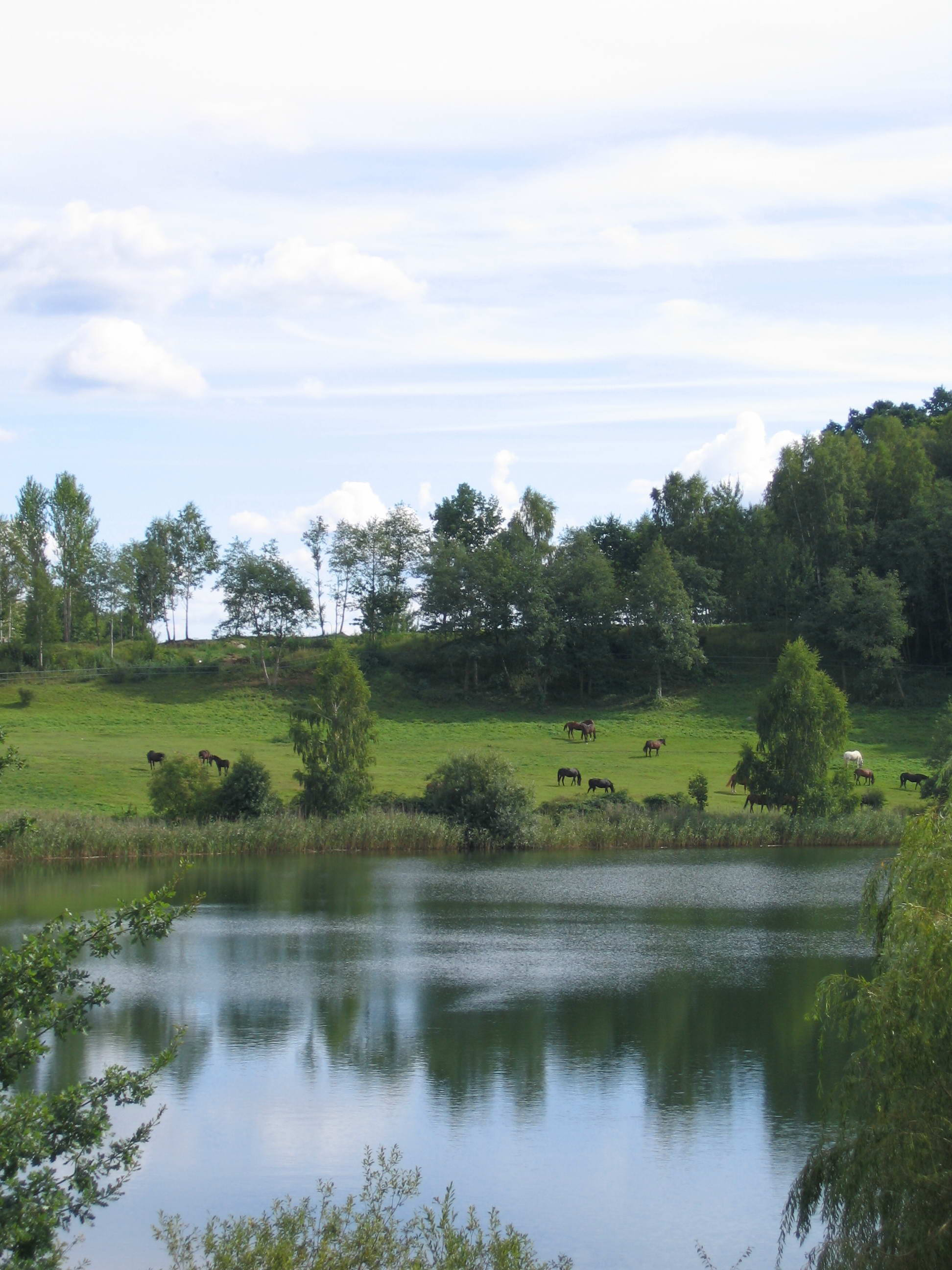
Uniwersyteckie konie nad Jeziorem Starodworskim

Jezioro Starodworskie – jezioro w woj. warmińsko-mazurskim, położone w Olsztynie na terenie osiedla Kortowo, leżące na terenie Pojezierza Olsztyńskiego.

## Opis jeziora
Jezioro ma unikatowy charakter ze względu na meromiktyczny typ mieszania jego wód. Meromiksja wywołana została czynnikami antropogenicznymi w wyniku zabudowy bezpośredniej zlewni zbiornika wysokokondygnacyjnymi budynkami, oraz poprzez powierzchniowy dopływ ścieków. Usytuowanie wśród wzgórz morenowych oraz ukształtowanie misy jeziornej dodatkowo sprzyjają osłabieniu ruchów cyrkulacyjnych. Ponadto jest to zbiornik silnie zeutrofizowany o dużej zawartości pierwiastków biogennych (N i P). Jezioro posiada jeden odpływ usytuowany w północnej części zbiornika. Jest to sztuczny kanał łączący Jezioro Starodworskie z Jeziorem Kortowskim.
Z racji położenia na terenie Uniwersytetu Warmińsko-Mazurskiego od lat stanowi ono zbiornik doświadczalny, w którym przeprowadzane są badania nad metodami rekultywacji jezior. Do metod testowanych w tym zbiorniku zaliczyć można po raz pierwszy przeprowadzoną w Polsce próbę napowietrzania wód hypolimnionu z równoczesnym niszczeniem uwarstwień termicznych (1967–1968 i 1972–1974) z użyciem sprężarek o napędzie elektrycznym. W latach 1986–1989 do napędu sprężarek wtłaczających powietrze do wód hypolimnionu użyto siłowni wiatrowych, metoda początkowo zakładała napowietrzanie hypolimniony z destratyfikacją termiczną, a od 1988 do 1989 bez niszczenia uwarstwień termicznych. W latach 1994–1995 przeprowadzono próbę rekultywacji polegającą na wytrąceniu fosforu z wody i unieruchomieniu go w osadach dennych przy wykorzystaniu koagulantów glinowych.

## Dane morfometryczne
Powierzchnia zwierciadła wody według różnych źródeł wynosi od 6,0 ha przez 7,0 ha do 8,0 ha. Zwierciadło wody położone jest na wysokości 111,0 m n.p.m. Średnia głębokość jeziora wynosi 7,9 m, natomiast głębokość maksymalna 23,3 m.

## Hydronimia
Według urzędowego spisu opracowanego przez Komisję Nazw Miejscowości i Obiektów Fizjograficznych nazwa tego jeziora to Jezioro Starodworskie. W różnych publikacjach i na mapach topograficznych jezioro to występuje pod nazwą Stary Dwór.